# 岡山両備タクシー
岡山両備タクシー株式会社（おかやまりょうびタクシー）は、岡山県岡山市に本社を置く両備グループのタクシー会社。岡山最大のタクシーグループである「両備タクシーセンター」2社の一つである。

## 概要
岡山市内に2か所の営業所を置く。岡山交通とともに両備タクシーセンターにて岡山市内の配車を行っている。配車アプリは両備グループの「TAXI.come」に対応。
社内カンパニーとして女性ドライバー中心の「グレースタクシーカンパニー」を設置する。これは2007年（平成19年）12月に「両備グレースタクシー」として設立されたものを2021年（令和3年）7月1日付で事業統合したものである。
タクシー・ハイヤー車両総数は197両。うち普通車188両、貸切車両（時間制運賃）7両、都市型ハイヤー2両（2025年8月時点）。普通車タクシーは黄色の「イエローキャブ」（旧・小型車）と黒塗り（旧・中型車）。グレースタクシーの車両はクリームイエローの車体色。
2025年、岡山県初となる都市型ハイヤー（回送時間を含む2時間以上の貸切運行を条件とするハイヤー）の営業認可を取得、8月1日より運行を開始。

## 事業内容
- タクシー・ハイヤー事業
- 自家用自動車管理業

## 歴史
- 1951年（昭和26年）
  - 2月 一般乗用旅客運送事業免許 岡山10両（岡山市大供138番地）、倉敷3両（倉敷市昭和町493番地）
  - 6月 岡山タクシー（株）として本社を岡山市天瀬70番地にて営業開始
- 1952年（昭和27年）
  - 2月 タクシーメーター器使用開始
  - 6月 倉敷営業所廃止
  - 10月 岡山駅構内営業所認可（岡山市上石井国有鉄道岡山駅構内）
- 1954年（昭和29年）
  - 6月 天満屋構内営業所認可（岡山市下之町セントラルバスステーション）
  - 12月 岡山駅前営業所認可（岡山市上石井205番地）
- 1955年（昭和30年）
  - 6月 無線機導入
  - 7月 岡山駅前営業所廃止
  - 12月 柳川営業所認可（岡山市野田屋町1丁目11番25号）
- 1959年（昭和34年）
  - 2月 取締役社長　松田荘三郎　就任
  - 4月 本社（京橋町）を改築
- 1960年（昭和35年） 8月 大雲寺町営業所認可（岡山市尾上28）
- 1962年（昭和37年）度 福浜営業所認可（岡山市福富北の坪165の3）
- 1963年（昭和38年） 11月 大雲寺町営業所廃止、仁王町営業所認可（岡山市田町2丁目5番26号）
- 1970年（昭和45年） 11月 仁王町営業所廃止
- 1971年（昭和46年） 12月 福浜営業所廃止
- 1972年（昭和47年） 4月 本社を岡山市浜野853番地の1に移転
- 1973年（昭和48年） 2月 小型自動車分解整備事業認証（広陸整証第7号）岡山タクシー整備工場
- 1975年（昭和50年） 2月 取締役社長 小嶋光信 就任
- 1979年（昭和54年） 3月 岡山駅構内営業所、天満屋構内営業所、柳川営業所廃止
- 1981年（昭和56年）
  - 3月 一般貸切旅客運送事業免許（広陸自免第162号）
  - 6月 岡山タクシー（株）、岡山交通（株）、両備運輸（株）（現・両備ホールディングス）と伴に「リョービマイクロツアー」を設立
  - 9月 マイクロバス事業の営業開始（2両）
  - 11月 「イエローキャブ」運行開始
- 1982年（昭和57年） 7月 岡山タクシー（株）、岡山交通（株）、両備運輸（株）の3社で「両備タクシーセンター」を開設。「ブルーキャブ」運行開始
- 1985年（昭和60年）
  - 1月 岡山タクシー（株）、岡山交通（株）、両備運輸（株）の3社で「両備教育センター」を開設
  - 6月 ジャンボタクシーを導入（1両）
- 1986年（昭和61年） 4月 車両管理事業の営業開始
- 2020年（令和2年）
  - 2月 社名を岡山両備タクシー（株）に変更[8]
  - 3月 両備ホールディングスから両備タクシーカンパニー（両備タクシー）藤原営業所を事業譲受[8]
- 2021年（令和3年） 7月 両備グレースタクシーを事業統合しグレースタクシーカンパニーとする。本社を岡山市中区藤原へ移転[3]
- 2025年（令和7年） 8月 都市型ハイヤーの認可を取得、営業開始[7]

## 営業所
本社・藤原営業所・グレースタクシーカンパニー
岡山県岡山市中区藤原46
豊浜営業所
岡山県岡山市南区豊浜町11番47号